# Eduard Kováč
Eduard Kováč (* 18. listopadu 1960) je bývalý slovenský fotbalista, obránce.

## Fotbalová kariéra
V československé lize hrál za Lokomotivu Košice a ZVL Žilina. V československé lize nastoupil ve 118 utkáních a dal 5 gólů. Dále hrál za VTJ Tábor a 1. FC Košice.

## Ligová bilance
| Ročník                                   | Zápasy | Góly | Klub              |
| ---------------------------------------- | ------ | ---- | ----------------- |
| 1. československá fotbalová liga 1980/81 | 10     | 0    | Lokomotiva Košice |
| 1. československá fotbalová liga 1981/82 | 12     | 1    | Lokomotiva Košice |
| 1. československá fotbalová liga 1982/83 | 26     | 0    | Lokomotiva Košice |
| 1. československá fotbalová liga 1983/84 | 23     | 0    | Lokomotiva Košice |
| 1. československá fotbalová liga 1984/85 | 16     | 1    | Lokomotiva Košice |
| 1. československá fotbalová liga 1986/87 | 9      | 0    | ZVL Žilina        |
| 1. československá fotbalová liga 1987/88 | 22     | 3    | ZVL Žilina        |
| CELKEM                                   | 118    | 5    |                   |